# Округ Меномини (Висконсин)
Округ Меномини (енгл. Menominee County) је округ у америчкој савезној држави Висконсин.

## Демографија
По попису из 2010. године број становника је 4.232, што је 330 (-7,2%) становника мање него 2000. године.
| Група             | 2000.       | 2010.       |
| Белци             | 526 (11,5%) | 447 (10,6%) |
| Афроамериканци    | 3 (0,1%)    | 19 (0,4%)   |
| Азијати           | 0 (0,0%)    | 1 (0,0%)    |
| Хиспаноамериканци | 122 (2,7%)  | 178 (4,2%)  |
| Укупно            | 4.562       | 4.232       |